# Манселкя
Ма̀нселкя или Маанселкя (на фински: Maanselkä; на руски: Манселькя, Маанселькя) е обширен ридово-хълмист комплекс от възвишения и понижения в северозападната част на Източноевропейската равнина, разположено в северната и източната част на Финландия, северозападната част на Република Карелия и западната част на Мурманска област в Русия и частично в северната част на Норвегия. Заема централната част на Балтийския щит, образувайки вододел между Балтийско, Бяло и Баренцово море. Представлява изпъкнала на североизток дъга простираща се на протежение около 750 km и ширина до 75 km. Максимална височина връх Сокусти 718 m. Има многочислени следи от дейността на древните ледници, като широко са разпространени моренните хълмове и водно-ледниковите (зандрови) равнини. Изобилстват езерата и многоводните реки с прагове и бързеи и слабо разработени долини. Обрасло е със заблатени иглолистни гори, а най-високите части са обезлесени, покрити с тундрова растителност. Развива се дърводобива, еленовъдството, лова, езерния и речния риболов.